# رفتار گربه

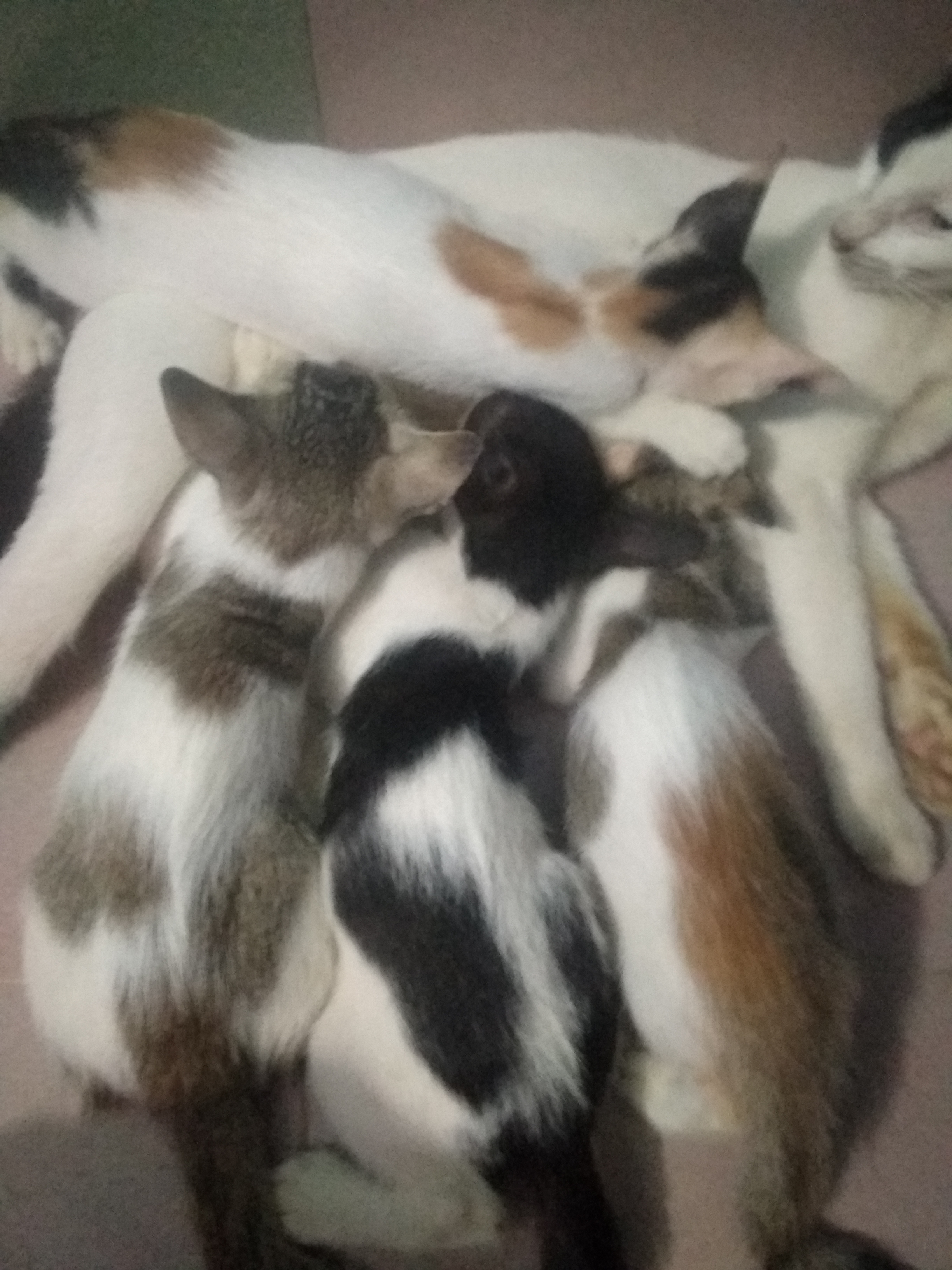
گربهٔ مادر در حال شیر دادن به بچه‌های یک‌ماهه‌اش.

رفتار گربه کنش‌ها و واکنش‌هایی است که یک گربه در پاسخ به محرک‌ها و رویدادهای مختلف از خود بروز می‌دهد. رفتار گربه‌ها شامل زبان بدن، عادات دفع، پرخاشگری، بازی، ارتباط، شکار، نظافت، نشانه‌گذاری با ادرار و مالیدن صورت می‌شود. این رفتارها بین افراد مختلف یک نژاد و همچنین از نژادی به نژادی دیگر متفاوت است.
تعامل و اجتماعی بودن گربه‌های مختلف می‌تواند متفاوت باشد. در خانه‌ای که گربه‌های زیادی در آن وجود دارد، ارتباط گربه‌ها بسته به افراد، قلمرو و منابع می‌تواند تغییر کند.

## تعامل
بچه گربه‌ها از اوایل رشد شروع به تولید صدا می‌کنند. هر نوع صدا معانی خاص خود را دارد که در ادامه شرح داده شده است.
- میومیو کردن – یک نوع احوالپرسی که اغلب استفاده می‌شود. مادر هنگام تعامل با فرزندش میومیو می‌کند. همچنین وقتی گربه توجه می‌خواهد، شروع به میومیو کردن می‌کند.[۲]
- هیس یا فیف کردن - گربه عصبانی است یا حالت دفاعی به خود گرفته است.
- زوزه کشیدن - گربه دچار پریشانی یا احساس پرخاشگری است.
- پچ‌پچ یا جیرجیر کردن (به انگلیسی: Chattering) - گربه هنگام شکار یا ردیابی طعمه صدایی شبیه پچ پچ ایجاد می‌کند. نگاه گربه در این حالت به طعمه خیره شده و جیرجیرهای سریعی را با لرزش دهانش ایجاد می‌کند. دربارۀ علت چنین رفتاری، نظریه‌های متفاوتی مطرح شده است. برخی می‌گویند گربه‌ها این صدا را در نتیجه احساس ناامیدی از رسیدن به شکار یا طعمه ایجاد می‌کنند. نظریۀ دیگر این است که گربه این صدا را برای کنترل هیجان خود به هنگام تماشای پرندگان  از خود در می‌آورد. نظریۀ دیگر این است که صدای پچ‌پچ‌مانند به نوعی تقلید صدای شکار است.[۳]

### زبان بدن

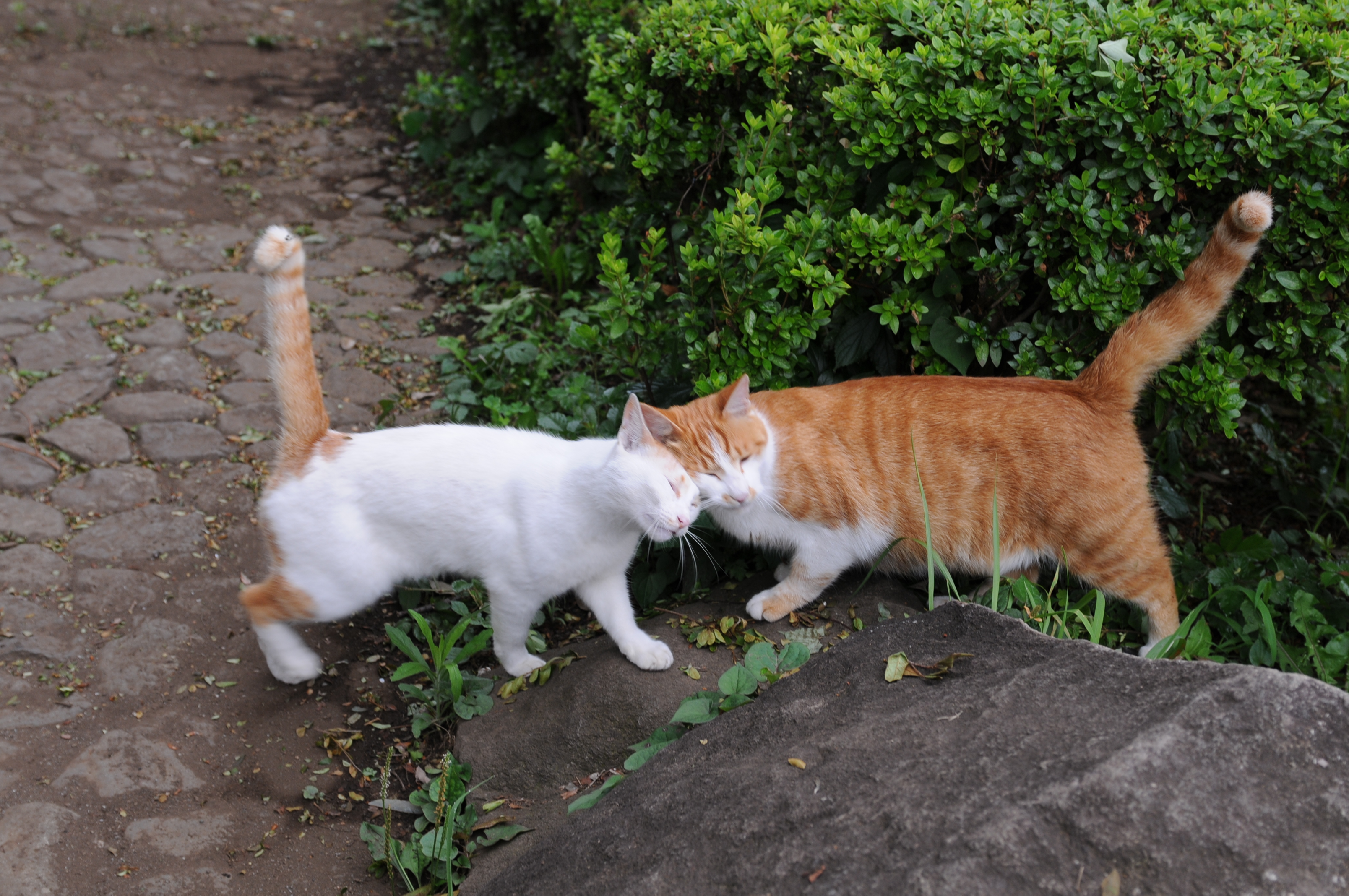
گربه‌ها با مالیدن خود به یکدیگر احوالپرسی می‌کنند؛ دم‌های عمودی «به شکل علامت سؤال» نشان‌دهنده شادی یا دوستی است.

گربه‌ها برای برقراری ارتباط به شدت به زبان بدن متکی هستند. گربه ممکن است خود را به یک شیء بمالد یا کسی را لیس بزند. بخش زیادی از زبان بدن گربه از حالت دم و گوش‌ها و نیز موقعیت سر و کمرش قابل تشخیص است.

#### دم
بررسی نحوهٔ نگه داشتن دم گربه می‌تواند خلق و خوی فعلی گربه را به شما نشان دهد.
- دم رو به بالاست و کمی به جلو خم شده است - نشانه‌ای از دوستی. گربه خوشحال، راضی و آسوده است. اگر گربه هیجان‌زده باشد، ممکن است دمش بلرزد یا مرتعش شود.
- دم رو به پایین است و به داخل پیچ خورده - نشانهٔ ترس یا ناراحتی. گربه تلاش می‌کند تا خود را به هدفی کوچک‌تر در برابر تهدیدات بالقوه تبدیل کند.
- دم می‌لرزد یا تکان می‌خورد - نشانه‌ای از آشفتگی. گربه در حالت آماده‌باش کامل یا ناراحت است و پذیرای تعامل نیست. گربه‌ها همچنین ممکن است دم خود را با حرکتی نوسانی و مارگونه یا به‌طور ناگهانی از یک طرف به طرف دیگر تکان دهند، اغلب درست قبل از اینکه به یک شیء یا حیوان حمله کنند که به این حرکت‌های ناگهانی «شلاق زدن» گفته می‌شود.[۴]
- دم پف کرده - وقتی گربه دم خود را پف می‌دهد، خوشحال نیست. گربه تلاش می‌کند خودش را بزرگتر نشان دهد و به هر کسی که با او احساس ناامنی می‌کند، هشدار می‌دهد که عقب‌نشینی کند.[۵]